# ديفيد دي فريتاس (لاعب كرة قدم)
ديفيد دي فريتاس (بالفرنسية: David De Freitas)‏ هو لاعب كرة قدم فرنسي، ولد في 30 سبتمبر 1979 في سينليس في فرنسا. لعب مع نادي أميين ونادي أنجيه ونادي بوفيه ونادي شاتورو ونادي غرونوبل ونادي نانت.

## وصلات خارجية
- ديفيد دي فريتاس على موقع قاعدة بيانات كرة القدم.إي يو (الإنجليزية)
- ديفيد دي فريتاس على موقع قاعدة بيانات كرة القدم.إي يو (الإنجليزية)
- ديفيد دي فريتاس على موقع ليكيب (الفرنسية)